# Aloe clarkei
Aloe clarkei é uma espécie de liliopsida do gênero Aloe, pertencente à família Asphodelaceae.